# オルランド・ペサーニャ・デ・カルヴァーリョ
オルランド・ペサーニャ・デ・カルヴァーリョ（Orlando Peçanha de Carvalho、1935年9月20日 - 2010年2月10日）は、ブラジル出身のサッカー選手、サッカー指導者である。ポジションはディフェンダー。

## 経歴
CRヴァスコ・ダ・ガマ、ボカ・ジュニアーズ、サントスFCの3つのクラブでクラブキャリアを過ごした。ボカでは119試合に出場（リーグ戦105試合、コパ・リベルタドーレス14試合）し、得点はなかったが、キャプテンを務めて1962年と1964年の2回のリーグ優勝に貢献した。サントス所属の1965年に、自身3度目のリーグタイトルを手にした。
ブラジル代表の一員として、1958 FIFAワールドカップに優勝し、また1966 FIFAワールドカップにも出場した。代表通算で30キャップを獲得した。
2010年2月10日、リオ・デ・ジャネイロにて心筋梗塞により死去した。